# Anthomastus canariensis
Anthomastus canariensis is een zachte koraalsoort uit de familie Alcyoniidae. De koraalsoort komt uit het geslacht Anthomastus. Anthomastus canariensis werd in 1889 voor het eerst wetenschappelijk beschreven door Wright & Studer. 